# Rocket to Russia
Rocket to Russia — це третій альбом американського панк-гурту Ramones, вийшов у листопаді 1977 року. 

## Про альбом
У диск увійшли деякі з найвідоміших композицій гурту, серед яких «Sheena Is a Punk Rocker» («Шина - панк-рокерша») і «Teenage Lobotomy» («Підліткова лоботомія»). 
«Rocket to Russia» був записаний в кінці серпня на студії «Media Sound», розташованої на околиці Манхеттена. Вартість запису «Rocket to Russia» склала приблизно $ 25 000, що значно вище, ніж у двох попередніх альбомів гурту.
У 1978 році Rocket to Russia досяг № 49 в американському чарті Billboard, що робить його одним з найпопулярніших альбомів групи. У 2003 році він зайняв 105 місце в рейтингу «500 найкращих альбомів усіх часів» журналу Rolling Stone.

## Список композицій
All songs were written by the Ramones, except where noted.
| Перша сторона | Перша сторона               | Перша сторона |
| #             | Назва                       | Тривалість    |
| ------------- | --------------------------- | ------------- |
| 1.            | «Cretin Hop»                | 1:55          |
| 2.            | «Rockaway Beach»            | 2:06          |
| 3.            | «Here Today, Gone Tomorrow» | 2:47          |
| 4.            | «Locket Love»               | 2:09          |
| 5.            | «I Don't Care»              | 1:38          |
| 6.            | «Sheena Is a Punk Rocker»   | 2:49          |
| 7.            | «We're a Happy Family»      | 2:29          |

| Друга сторона | Друга сторона                | Друга сторона                                          | Друга сторона |
| #             | Назва                        | Автор                                                  | Тривалість    |
| ------------- | ---------------------------- | ------------------------------------------------------ | ------------- |
| 8.            | «Teenage Lobotomy»           |                                                        | 2:00          |
| 9.            | «Do You Wanna Dance?»        | Bobby Freeman                                          | 1:52          |
| 10.           | «I Wanna Be Well»            |                                                        | 2:28          |
| 11.           | «I Can't Give You Anything»  |                                                        | 1:57          |
| 12.           | «Ramona»                     |                                                        | 2:35          |
| 13.           | «Surfin' Bird»               | Carl White, Alfred Frazier, John Harris, Turner Wilson | 2:37          |
| 14.           | «Why Is It Always This Way?» |                                                        | 2:14          |

| Бонус треки Expanded Edition CD 2001 року (Warner Archives/Rhino) | Бонус треки Expanded Edition CD 2001 року (Warner Archives/Rhino) | Бонус треки Expanded Edition CD 2001 року (Warner Archives/Rhino) | Бонус треки Expanded Edition CD 2001 року (Warner Archives/Rhino) |
| #                                                                 | Назва                                                             | Автор                                                             | Тривалість                                                        |
| ----------------------------------------------------------------- | ----------------------------------------------------------------- | ----------------------------------------------------------------- | ----------------------------------------------------------------- |
| 15.                                                               | «Needles & Pins» (Early Version)                                  | Sonny Bono, Джек Ніцше                                            | 2:24                                                              |
| 16.                                                               | «Slug» (Demo)                                                     | Joey Ramone                                                       | 2:23                                                              |
| 17.                                                               | «It's a Long Way Back to Germany» (UK B-side)                     |                                                                   | 2:22                                                              |
| 18.                                                               | «I Don't Care» (Single Version)                                   |                                                                   | 1:40                                                              |
| 19.                                                               | «Sheena Is a Punk Rocker» (Single Version)                        |                                                                   | 2:48                                                              |